# Svartå kyrka
Svartå kyrka är en kyrkobyggnad i Svartå i Raseborgs stad, Nyland. Kyrkan används av Karis-Pojo svenska församling.

## Historia
Den första brukskyrkan vid Svartå järnbruk byggdes i början av 1600-talet. Kyrkan revs efter att nuvarande kyrka invigdes år 1761.

## Kyrkobyggnaden
Nuvarande kyrka är en korskyrka. Kyrkan uppfördes åren 1757-1761. Kyrkans grundplan är korsformig med betoning av längdriktningen (öster-väster). Kyrksalen rymmer ca 150 personer.
Invid kyrkan finns en klockstapel från år 1778.

## Inventarier
I kyrkan finns bland annat en predikstol från barocken och som tillverkades 1705. En av Finlands äldsta kollekthåvar finns i kyrkan och är troligen från 1705.
Gunnar Forsström har gjort glasmålningar i Svartå kyrka.

### Orgeln
Kyrkan fick sin första orgel år 1901. Den har tio stämmor. Orgeln grundrenoverades år 1967 av Kangasala orgelfabrik och byggdes år 1976 om av firman Hans Heinrich i Maxmo.

## Bilder

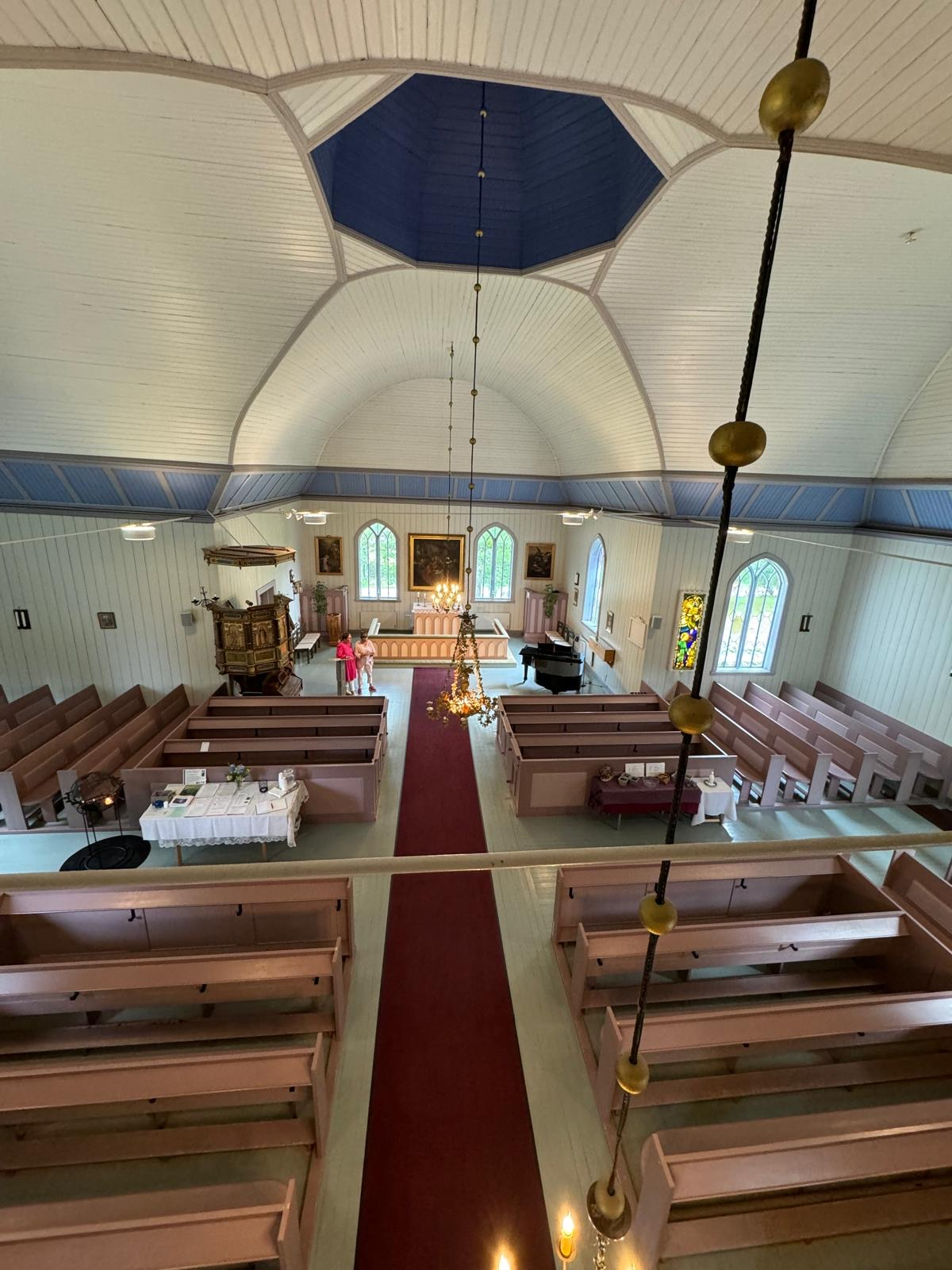
Kyrkosalen i Svartå kyrka.
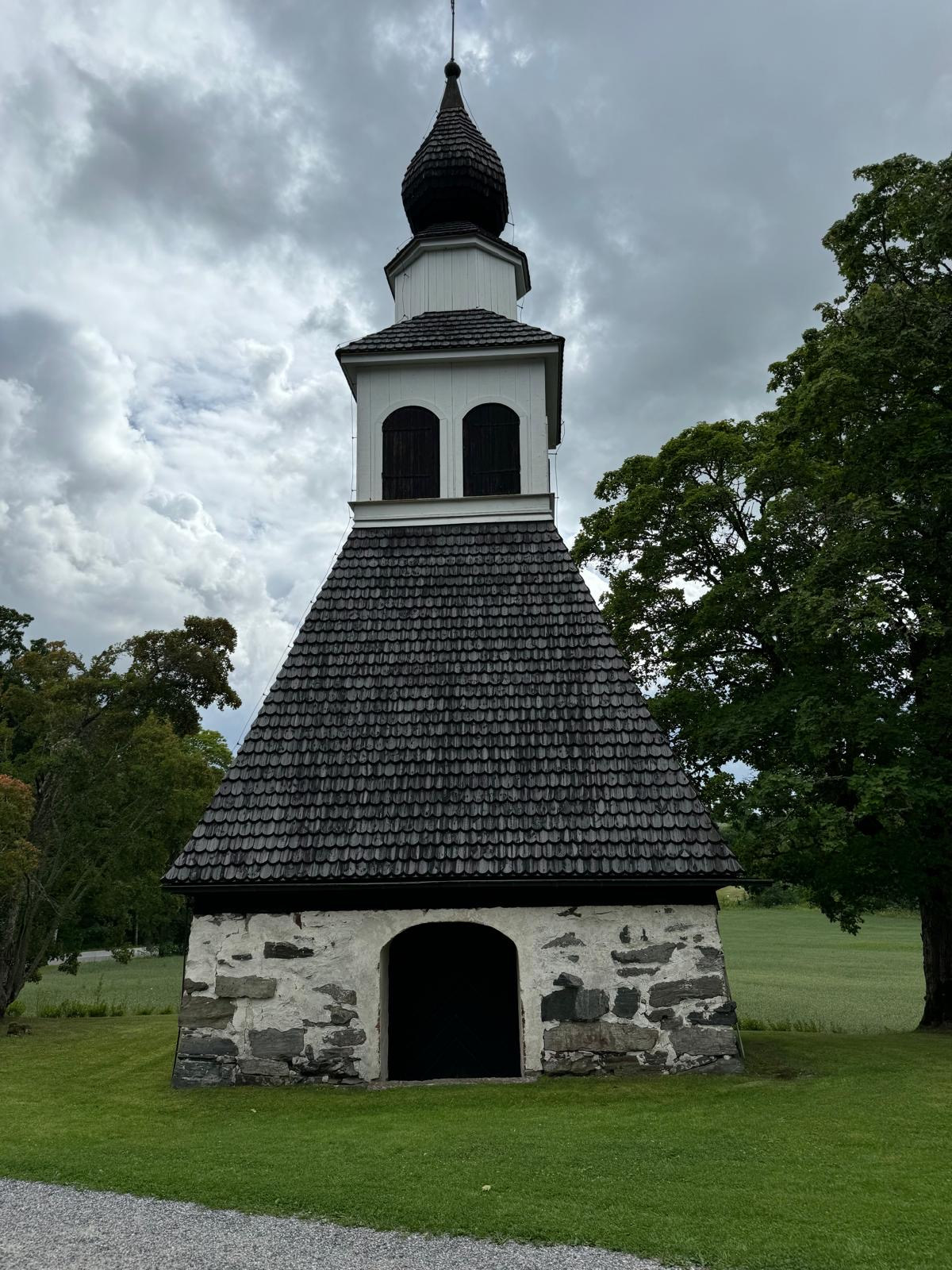
Svartå kyrkas klockstapel.
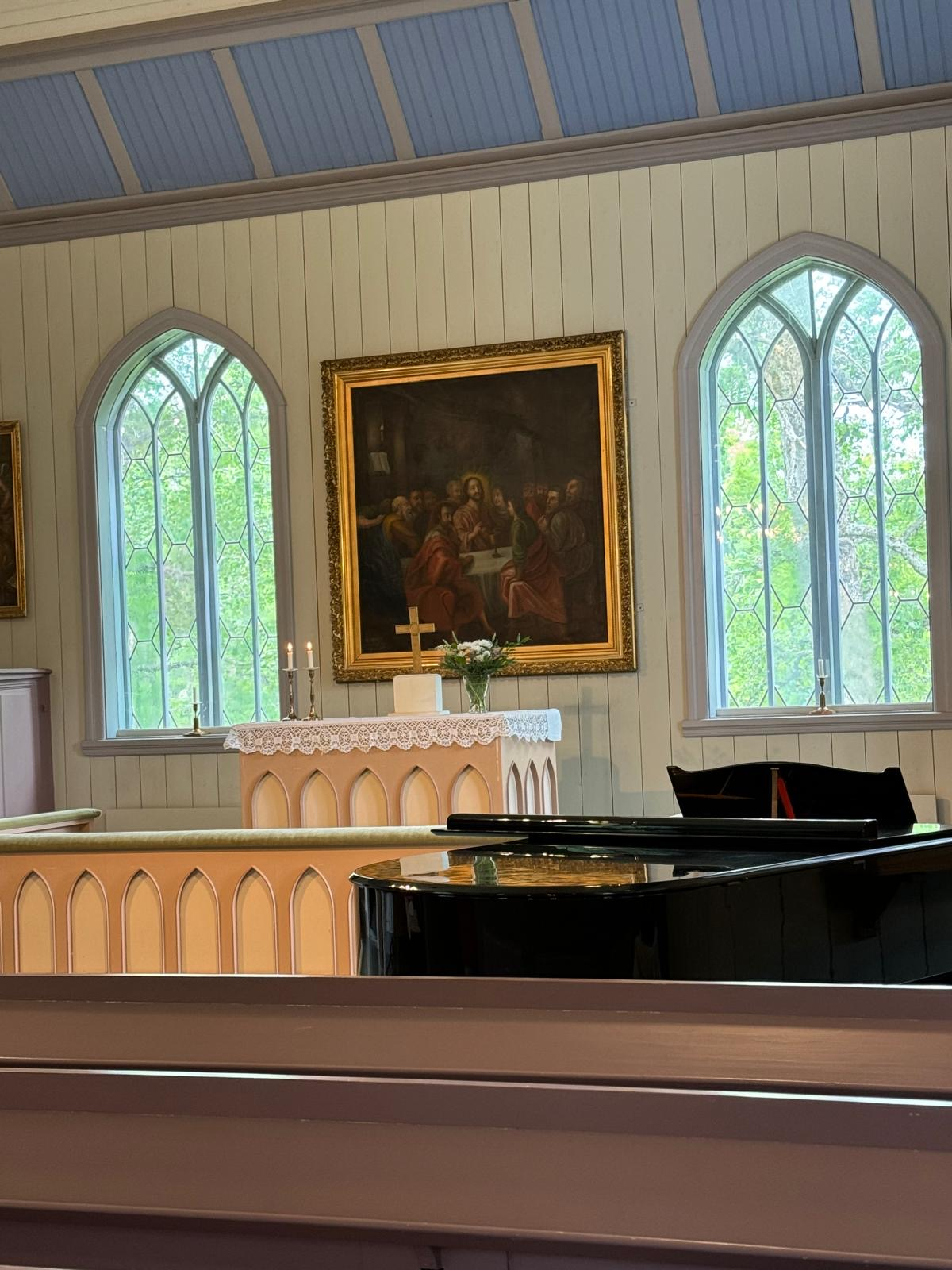
Svartå kyrkas altare och altartavla.
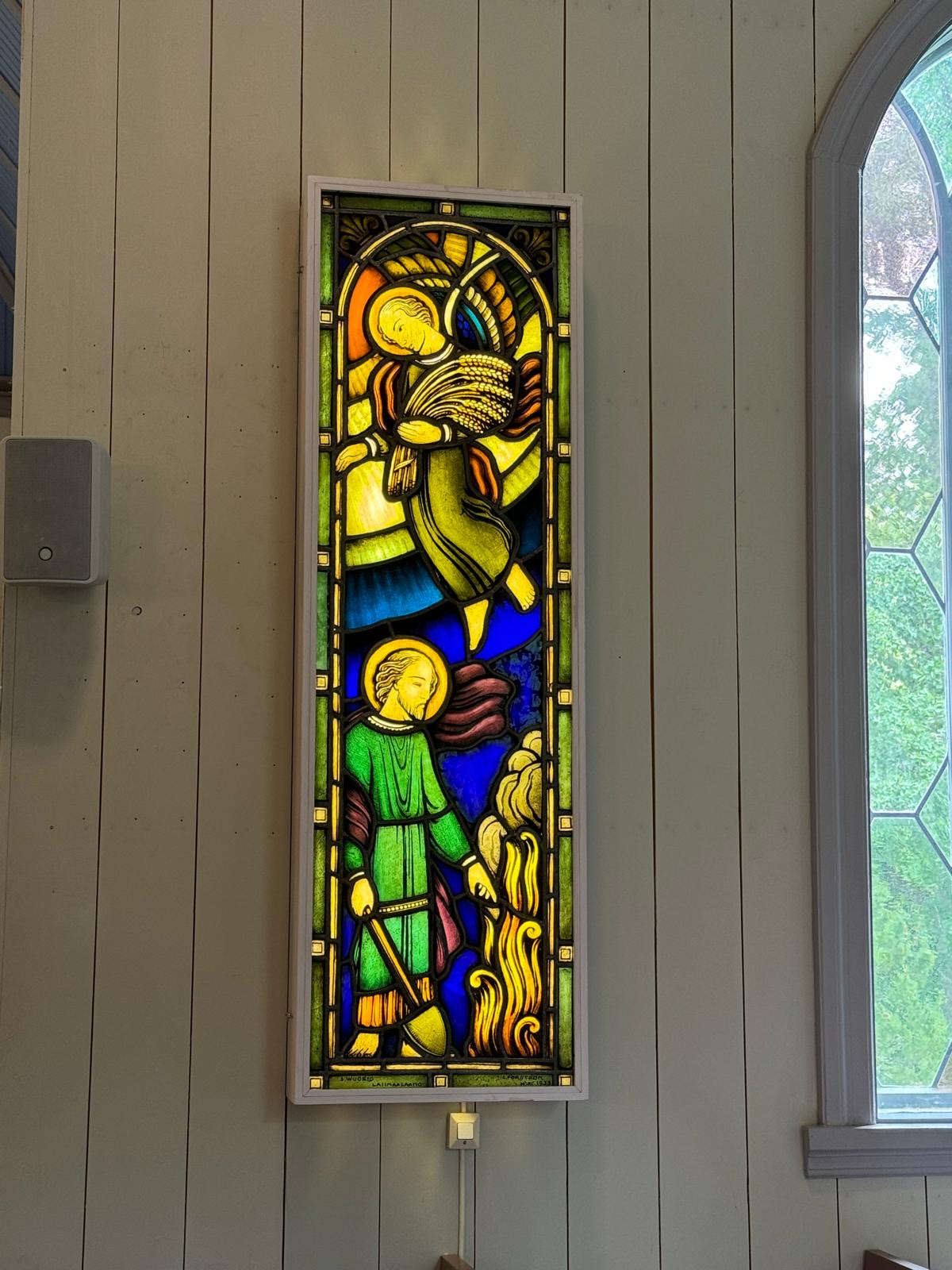
Glasmålning i Svartå kyrka.
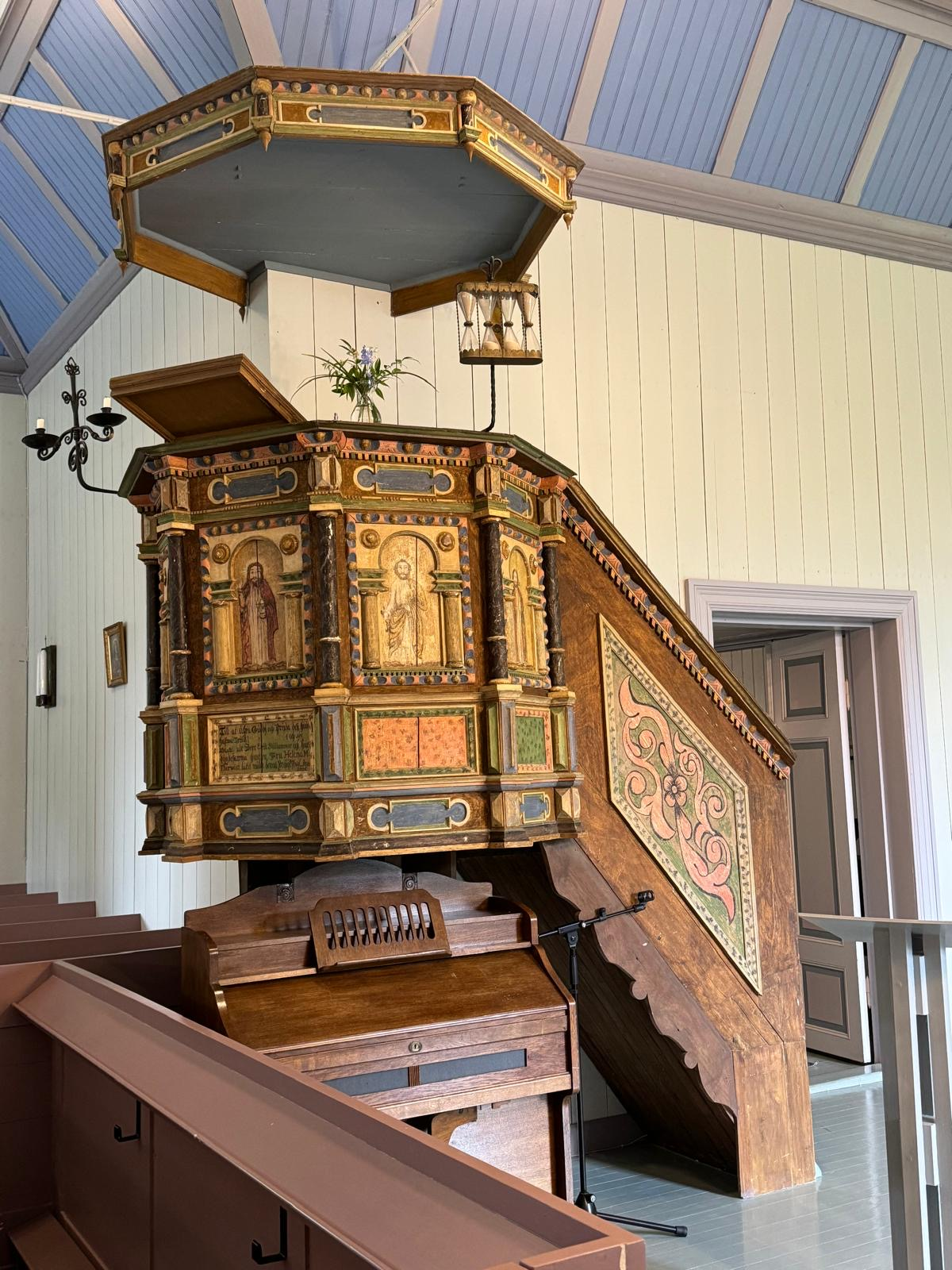
Svartå kyrkas predikstol.
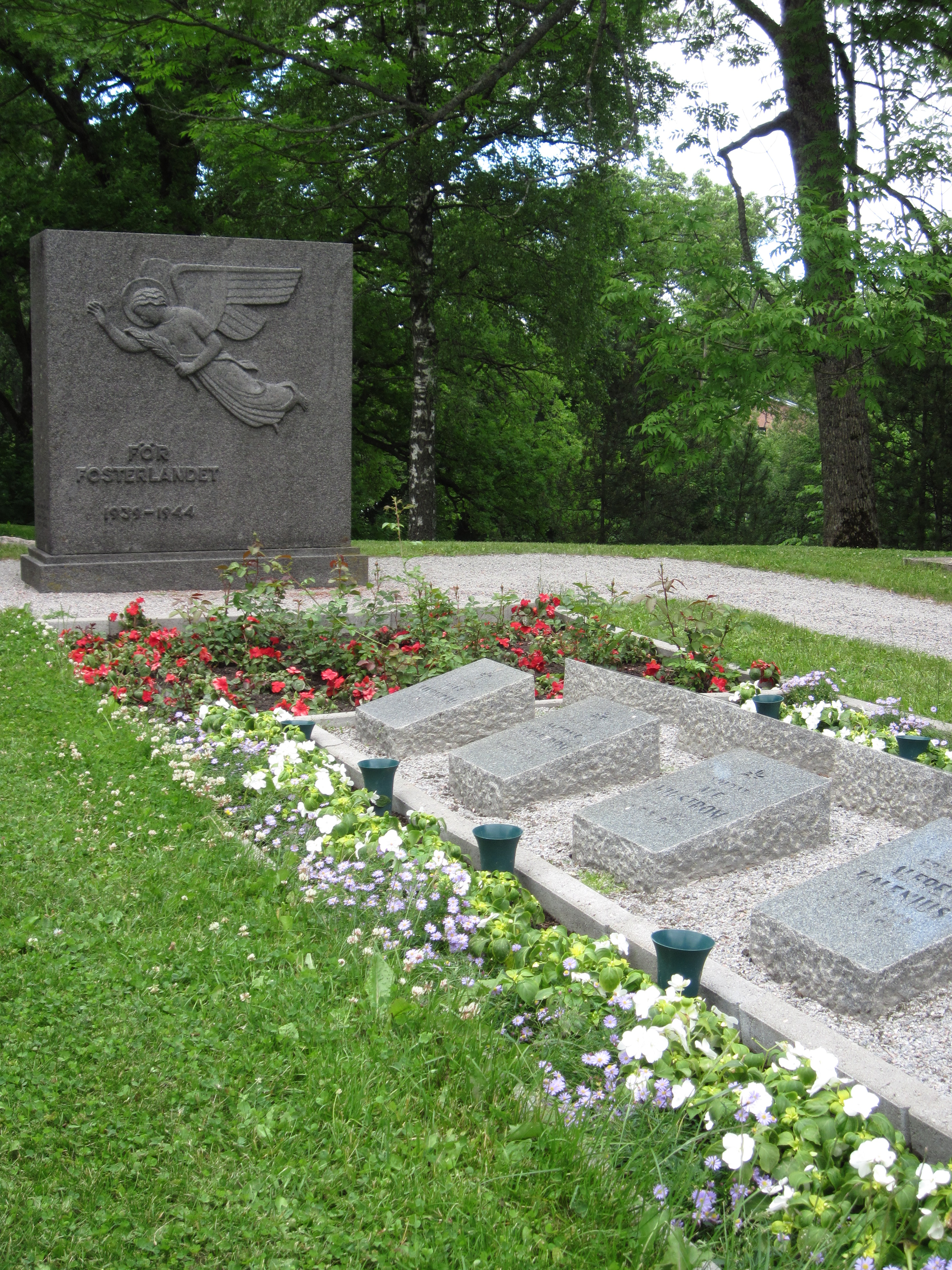
Hjältegravarna vid Svartå kyrka.